# Jerzy Maternicki
Jerzy Wiktor Maternicki (ur. 28 grudnia 1935 w Warszawie) – polski historyk historiografii.

## Życiorys
Absolwent Wydziału Historycznego UW (1958). Doktorat pod kierunkiem W. Moszczeńskiej (1966) i habilitacja (1971) tamże. Profesor nadzwyczajny (1978–1988) i profesor zwyczajny (1988–1997) w Instytucie Historii Uniwersytetu Warszawskiego. W latach 1976–1978 Prodziekan Wydziału Historycznego, 1976–1997 kierownik Zakładu Historii Historiografii i Dydaktyki Historii. Od 1993 zatrudniony również w Rzeszowie (profesor zwyczajny 1993–2001). Od 2001 profesor zwyczajny. W latach 1993–2001 kierownik Zakładu Historii Historiografii i Metodologii Historii WSP w Rzeszowie. Od 2001 kierownik Zakładu Historii Historiografii i Metodologii Historii Uniwersytetu Rzeszowskiego.

## Zainteresowania naukowe
Jerzy Maternicki zajmuje się historiografią polską XIX i XX wieku oraz dydaktyką historii.

## Uczniowie
Do grona jego uczniów zalicza się takie osoby jak: Katarzyna Błachowska, Wit Górczyński, Hanna Konopka, Maria Królikowska, Jarosław Książek, Alicja Puszka, Józef Rell, Andrzej Stępniak, Hanna Wójcik-Łagan, Barbara Wagner.

## Członkostwo w towarzystwach i organizacjach naukowych
- Komitet Nauk Historycznych PAN (1975–1999)
- przewodniczący Komisji Dydaktyki Historii KNH PAN (1985–1993)
- Komisja Metodologii i Badań nad Historiografią KNH PAN (od 1885)
- Komitet Historii Nauki i Techniki PAN (1984–1986)
- Polskie Towarzystwo Historyczne
- przewodniczący Komisji Dydaktycznej Zarządu Głównego Polskiego Towarzystwa Historycznego (1974–1976)
- członek International Society for History Didactics (od 1985)

## Odznaczenia i nagrody
- Złoty Krzyż Zasługi (1976)
- Krzyż Kawalerski Orderu Odrodzenia Polski (1979)
- Krzyż Oficerski Orderu Odrodzenia Polski (2000)[1]
- Medal Komisji Edukacji Narodowej (1975)
- Odznaka „Zasłużony Działacz Kultury” (1977)
- Złota Odznaka ZNP (1981)
- Krzyż Komandorski Orderu Odrodzenia Polski nadany przez Prezydenta RP Andrzeja Dudę (2019)[2][3]

## Wybrane publikacje
- Warszawskie środowisko historyczne 1832–1869, (1970).
- Dydaktyka historii w Polsce 1773-1918, (1974).
- Idee i postawy. Historia i historycy polscy 1914–1918, (1975).
- Kultura historyczna dawna i współczesna, (1979).
- (redakcja) Edukacja historyczna społeczeństwa polskiego w XIX w., (1981).
- Historiografia polska XX w., cz. I: Lata 1900–1918, (1982).
- (redakcja) Środowiska historyczne II Rzeczypospolitej, t. 1–5,(1986–1990).
- (redakcja) Tradycja grunwaldzka, t. 1-5 (1989–1990).
- Wielokształtność historii, (1990).
- (redakcja) Historia najnowsza jako przedmiot badań i nauczania, (1990).
- Historiografia i kultura historyczna, t. 1–2, (1990).
- (współautor) Dydaktyka historii (1993, wyd. 2 – 1994).
- Historia jako dialog, (1996).
- Edukacja historyczna młodzieży – problemy i kontrowersje u progu XXI w., (1998).
- (redakcja) Metodologiczne problemy syntezy historii historiografii polskiej, (1998).
- Warszawskie środowisko historyczne w okresie II Rzeczypospolitej, (1999).
- (redakcja) Wielokulturowe środowisko Lwowa w XIX i XX w., t. 1–5 (2004–2007).
- (redakcja) Współczesna dydaktyka historii, (2004)
- Historia i historycy, (2005).
- (redakcja) Złota księga historiografii lwowskiej XIX i XX wieku, (2007).